# Primera categoria del Campionat de Catalunya de futbol 1902-1903
Resultats de la lliga de Primera categoria del Campionat de Catalunya de futbol 1902-1903.

## Copa Macaya

### Sistema de competició
La tercera i última edició de la Copa Macaya l'havien de disputar 5 equips: Club Espanyol de Foot-ball, Hispània Athletic Club, Foot-ball Club Barcelona, Club Universitari de Foot-ball i Foot-ball Club Internacional, segons els noms de l'època. Les primerenques renúncies del Barcelona i l'Universitari aigualien la competició convertint-la en un simple torneig triangular.
Finalment en resultà campió l'Espanyol, imposant-se a l'Hispània en un partit de desempat.

### Classificació
| Pos | Equip             | PJ | PG | PE | PP | GF | GC | DG  | Pts | Classificació |  | Club Deportiu Espanyol | Hispània Athletic Club | Futbol Club Internacional | Futbol Club Barcelona | Club Universitari de Foot-ball |
| --- | ----------------- | -- | -- | -- | -- | -- | -- | --- | --- | ------------- |  | ---------------------- | ---------------------- | ------------------------- | --------------------- | ------------------------------ |
| 1   | Club Espanyol     | 4  | 3  | 0  | 1  | 9  | 2  | +7  | 6   | Finalista     |  | —                      | 1–0                    | 6–0                       |                       |                                |
| 2   | Hispània AC       | 4  | 3  | 0  | 1  | 10 | 3  | +7  | 6   | Finalista     |  | 2–1                    | —                      | 5–0                       |                       |                                |
| 3   | FC Internacional  | 4  | 0  | 0  | 4  | 1  | 15 | −14 | 0   |               |  | 0–1                    | 1–3                    | —                         |                       |                                |
| 4   | FC Barcelona      | 0  | 0  | 0  | 0  | 0  | 0  | 0   | 0   | (Nota)        |  |                        |                        |                           | —                     |                                |
| 5   | Club Universitari | 0  | 0  | 0  | 0  | 0  | 0  | 0   | 0   | (Nota)        |  |                        |                        |                           |                       | —                              |

### Resultats
| Jornada | Data             | Local         |   | Visitant      |   | Resultat |   |
| ------- | ---------------- | ------------- | - | ------------- | - | -------- | - |
| 1       | 30 novembre 1902 | Espanyol      | - | Internacional | 6 | -        | 0 |
| 2       | 7 desembre 1902  | Internacional | - | Hispània      | 1 | -        | 3 |
| 3       | 14 desembre 1902 | Espanyol      | - | Hispània      | 1 | -        | 0 |
| 4       | 4 gener 1903     | Internacional | - | Espanyol      | 0 | -        | 1 |
| 5       | 11 gener 1903    | Hispània      | - | Internacional | 5 | -        | 0 |
| 6       | 25 gener 1903    | Hispània      | - | Espanyol      | 2 | -        | 1 |
| Final   | 13 abril 1903    | Espanyol      | - | Hispània      | 3 | -        | 1 |
|         |                  |               |   |               |   |          |   |

### Golejadors
| Gols |                     |               |
| ---- | ------------------- | ------------- |
| 7    | Gustavo Green       | Club Espanyol |
| 2    | Geordie Girvan      | Hispània AC   |
| 1    | Sebastià Casanellas | Club Espanyol |
| 1    | Güeix               | Hispània AC   |
|      | En pròpia porta     | Favorable a   |
| 1    | John Hamilton       | Club Espanyol |
|      |                     |               |

Notes
- No hi ha dades de 3 gols marcats per l'Espanyol a l'Internacional.
- No hi ha dades dels 8 gols marcats per l'Hispània a l'Internacional.
- No hi ha dades del gol marcat per l'Internacional a l'Hispània.
- S'inclou el partit de desempat.

## Copa Barcelona

### Sistema de competició
L'única edició de la Copa Barcelona la van començar a disputar 11 equips: Foot-ball Club Barcelona, Club Espanyol de Foot-ball, Hispània Athletic Club, Català Foot-ball Club, Irish Foot-ball Club, Foot-ball Club Internacional, Ibèria Sport Club, Salut Sport Club, Foot-ball Club X, Club Universitari de Foot-ball i Foot-ball Club Catalònia, segons els noms de l'època. Al final, però, només van acabar el concurs 8 equips degut als abandonaments de l'X, l'Universitari i el Catalònia, tots a la primera volta.

### Classificació
| Pos | Equip             | PJ | PG | PE | PP | GF | GC | DG  | Pts | Classificació |       | Futbol Club Barcelona | Club Deportiu Espanyol | Hispània Athletic Club | Català Futbol Club | Irish Futbol Club | Futbol Club Internacional | Ibèria SC | Salut Sport Club | X Sporting Club | Club Universitari de Foot-ball | Catalònia FC |
| --- | ----------------- | -- | -- | -- | -- | -- | -- | --- | --- | ------------- | ----- | --------------------- | ---------------------- | ---------------------- | ------------------ | ----------------- | ------------------------- | --------- | ---------------- | --------------- | ------------------------------ | ------------ |
| 1   | FC Barcelona (C)  | 14 | 12 | 2  | 0  | 45 | 10 | +35 | 26  | Campió        |       | —                     | 2–2                    | 6–1                    | 2–1                | 3–1               | 6–0                       | 7–0       | (c/p)            |                 |                                |              |
| 2   | Club Espanyol     | 14 | 11 | 2  | 1  | 34 | 7  | +27 | 24  |               |       | 2–2                   | —                      | 2–0                    | 1–0                | 2–0               | (c/p)                     | (c/p)     | 14–0             |                 |                                |              |
| 3   | Hispània AC       | 14 | 9  | 1  | 4  | 30 | 18 | +12 | 19  |               | 0–1   | 2–0                   | —                      | 3–1                    | 0–0                | 4–0               | (c/p)                     | (c/p)     |                  |                 |                                |              |
| 4   | Català FC         | 14 | 8  | 0  | 6  | 35 | 26 | +9  | 16  |               | 2–4   | 0–7                   | 3–6                    | —                      | 6–1                | 1–0               | 2–0                       | 7–0       |                  |                 |                                |              |
| 5   | Irish FC          | 14 | 4  | 2  | 8  | 25 | 24 | +1  | 10  |               | 1–4   | (c/p)                 | 0–3                    | 1–2                    | —                  | 2–4               | 1–0                       | 7–0       |                  |                 |                                |              |
| 6   | FC Internacional  | 14 | 3  | 3  | 8  | 14 | 28 | −14 | 9   |               | (c/p) | 1–4                   | 0–4                    | 0–1                    | 0–0                | —                 | 2–2                       | 5–2       |                  |                 |                                |              |
| 7   | Ibèria SC         | 14 | 3  | 1  | 10 | 10 | 25 | −15 | 7   |               | 0–8   | (c/p)                 | 5–1                    | (c/p)                  | 0–3                | (c/p)             | —                         | 2–1       |                  |                 |                                |              |
| 8   | Salut SC          | 14 | 0  | 1  | 13 | 6  | 61 | −55 | 1   |               | (c/p) | (c/p)                 | 0–6                    | 1–9                    | 0–8                | 2–2               | 0–1                       | —         |                  |                 |                                |              |
| 9   | FC X              | 0  | 0  | 0  | 0  | 0  | 0  | 0   | 0   | (Nota)        |       |                       |                        |                        |                    |                   |                           |           |                  | —               |                                |              |
| 10  | Club Universitari | 0  | 0  | 0  | 0  | 0  | 0  | 0   | 0   | (Nota)        |       |                       |                        |                        |                    |                   |                           |           |                  |                 | —                              |              |
| 11  | Catalònia FC      | 0  | 0  | 0  | 0  | 0  | 0  | 0   | 0   | (Nota)        |       |                       |                        |                        |                    |                   |                           |           |                  |                 |                                | —            |

### Resultats
| Jornada | Data           | Local         |   | Visitant      |       | Resultat |       |
| ------- | -------------- | ------------- | - | ------------- | ----- | -------- | ----- |
| 1       | 11 gener 1903  | Espanyol      | - | Irish         | 2     | -        | 0     |
| 1       | 11 gener 1903  | Barcelona     | - | Ibèria        | 7     | -        | 0     |
| 2       | 13 abril 1903  | Barcelona     | - | Irish         | 3     | -        | 1     |
| 2       | 10 maig 1903   | Català        | - | Internacional | 1     | -        | 0     |
| 3       | 25 gener 1903  | Barcelona     | - | Català        | 2     | -        | 1     |
| 3       | 3 maig 1903    | Internacional | - | Hispània      | 0     | -        | 4     |
| 3       | 25 gener 1903  | Ibèria        | - | Salut         | 2     | -        | 1     |
| 4       | 1 febrer 1903  | Espanyol      | - | Hispània      | 2     | -        | 0     |
| 4       | 1 febrer 1903  | Irish         | - | Ibèria        | 1     | -        | 0     |
| 4       | 1 febrer 1903  | Internacional | - | Salut         | 5     | -        | 2     |
| 5       | 2 febrer 1903  | Internacional | - | Ibèria        | 2     | -        | 2     |
| 5       | 2 febrer 1903  | Salut         | - | Hispània      | 0     | -        | 6     |
| 6       | 8 febrer 1903  | Barcelona     | - | Internacional | 6     | -        | 0     |
| 6       | 8 febrer 1903  | Espanyol      | - | Ibèria        | (c/p) | (c/p)    | (c/p) |
| 6       | 8 febrer 1903  | Irish         | - | Hispània      | 0     | -        | 3     |
| 6       | 8 febrer 1903  | Català        | - | Salut         | 7     | -        | 0     |
| 7       | 15 febrer 1903 | Espanyol      | - | Salut         | 14    | -        | 0     |
| 7       | 15 febrer 1903 | Català        | - | Hispània      | 3     | -        | 6     |
| 8       | 22 febrer 1903 | Barcelona     | - | Salut         | (c/p) | (c/p)    | (c/p) |
| 8       | 22 febrer 1903 | Espanyol      | - | Internacional | (c/p) | (c/p)    | (c/p) |
| 8       | 22 febrer 1903 | Irish         | - | Català        | 1     | -        | 2     |
| 9       | 1 març 1903    | Barcelona     | - | Hispània      | 6     | -        | 1     |
| 9       | 1 març 1903    | Espanyol      | - | Català        | 1     | -        | 0     |
| 9       | 1 març 1903    | Irish         | - | Internacional | 2     | -        | 4     |
| 10      | 8 març 1903    | Barcelona     | - | Espanyol      | 2     | -        | 2     |
| 10      | 8 març 1903    | Català        | - | Ibèria        | 2     | -        | 0     |
| 10      | 8 març 1903    | Irish         | - | Salut         | 7     | -        | 0     |
| 11      | 15 març 1903   | Irish         | - | Espanyol      | (c/p) | (c/p)    | (c/p) |
| 11      | 15 març 1903   | Ibèria        | - | Internacional | (c/p) | (c/p)    | (c/p) |
| 11      | 15 març 1903   | Hispània      | - | Salut         | (c/p) | (c/p)    | (c/p) |
| 12      | 19 març 1903   | Irish         | - | Barcelona     | 1     | -        | 4     |
| 12      | 19 març 1903   | Internacional | - | Català        | 0     | -        | 1     |
| 12      | 19 març 1903   | Hispània      | - | Ibèria        | (c/p) | (c/p)    | (c/p) |
| 13      | 22 març 1903   | Català        | - | Barcelona     | 2     | -        | 4     |
| 13      | 22 març 1903   | Hispània      | - | Internacional | 4     | -        | 0     |
| 13      | 22 març 1903   | Salut         | - | Ibèria        | 0     | -        | 1     |
| 14      | 25 març 1903   | Hispània      | - | Espanyol      | 2     | -        | 0     |
| 14      | 25 març 1903   | Ibèria        | - | Irish         | 0     | -        | 3     |
| 14      | 25 març 1903   | Salut         | - | Internacional | 2     | -        | 2     |
| 15      | 29 març 1903   | Internacional | - | Barcelona     | (c/p) | (c/p)    | (c/p) |
| 15      | 29 març 1903   | Ibèria        | - | Espanyol      | (c/p) | (c/p)    | (c/p) |
| 15      | 29 març 1903   | Hispània      | - | Irish         | 0     | -        | 0     |
| 15      | 29 març 1903   | Salut         | - | Català        | 1     | -        | 9     |
| 16      | 5 abril 1903   | Ibèria        | - | Barcelona     | 0     | -        | 8     |
| 16      | 5 abril 1903   | Salut         | - | Espanyol      | (c/p) | (c/p)    | (c/p) |
| 16      | 5 abril 1903   | Hispània      | - | Català        | 3     | -        | 1     |
| 17      | 12 abril 1903  | Salut         | - | Barcelona     | (c/p) | (c/p)    | (c/p) |
| 17      | 14 abril 1903  | Internacional | - | Espanyol      | 1     | -        | 4     |
| 17      | 12 abril 1903  | Català        | - | Irish         | 6     | -        | 1     |
| 17      | 13 abril 1903  | Ibèria        | - | Hispània      | 5     | -        | 1     |
| 18      | 19 abril 1903  | Hispània      | - | Barcelona     | 0     | -        | 1     |
| 18      | 19 abril 1903  | Català        | - | Espanyol      | 0     | -        | 7     |
| 18      | 19 abril 1903  | Internacional | - | Irish         | 0     | -        | 0     |
| 19      | 26 abril 1903  | Espanyol      | - | Barcelona     | 2     | -        | 2     |
| 19      | 26 abril 1903  | Ibèria        | - | Català        | (c/p) | (c/p)    | (c/p) |
| 19      | 26 abril 1903  | Salut         | - | Irish         | 0     | -        | 8     |
|         |                |               |   |               |       |          |       |

Notes
- Jornada 6: Ibèria cedí els punts per la mort de Ramon Irla i Serra, pare del president i capità del club.[2][3]
- Jornada 8: Salut i Internacional cediren els punts.
- Jornada 11: tots tres partits foren suspesos per pluja. Irish, Ibèria i Salut cediren els punts.
- Jornada 12: Ibèria cedí els punts.
- Jornada 15: Ibèria cedí els punts. També ho feu l'Internacional per la mort de la mare del jugador Castillo.[4][5]
- Jornada 16: Salut cedí els punts per estar l'Espanyol disputant la Copa del Rei a Madrid.[6]
- Jornada 17: Salut cedí els punts. L'Hispània jugà amb el segon equip per estar el primer disputant la final de la Copa Macaya.[7]
- Jornada 19: Ibèria cedí els punts per la mort del pare del jugador Roig.[8]

### Golejadors
| Gols |                     |               |
| ---- | ------------------- | ------------- |
| 21   | Hans Gamper         | FC Barcelona  |
| 6    | Udo Steinberg       | FC Barcelona  |
|      | Lluís d'Ossó        | FC Barcelona  |
| 4    | Bernat Lassaletta   | FC Barcelona  |
| 3    | Stanley Harris      | FC Barcelona  |
| 2    | George Meyer        | FC Barcelona  |
| 2    | Julià Mora          | Club Espanyol |
| 2    | Àngel Ponz          | Club Espanyol |
| 1    | M. Margonari        | Irish FC      |
| 1    | Emil Gaß            | FC Barcelona  |
| 1    | Alfons Almasqué     | FC Barcelona  |
| 1    | Sebastià Casanellas | Club Espanyol |
| 1    | Guillem Galiardo    | Club Espanyol |
| 1    | John Parsons        | FC Barcelona  |
| 1    | Joseph Black        | Hispània AC   |
|      |                     |               |